# Головчак Ігор Омелянович
Головча́к І́гор Омелья́нович 11 червня 1946, місто Калуш Івано-Франківської області — український митець, майстер різьби по дереву. Член НСМНМУ з 2003 р.

## Біографія
Народився 11 червня 1946 р. у місті Калуш Івано-Франківської області.
Трудився художником на різних підприємствах Калуша. Працює в галузі станкового малярства, скульптури та різьби по дереву. Автор ілюстрацій, обкладинок до книг, зокрема М. Когута «Герої не вмирають».
Учасник обласних, всеукраїнських та міжнародних виставок, зокрема у Швеції, Польщі, Росії. Роботи розміщені в державних та приватних колекціях України, Польщі, Німеччини, Канади, Югославії, Росії.
Мешкає в Калуші.